# Enicmus lundbladi
Enicmus lundbladi is een keversoort uit de familie schimmelkevers (Latridiidae). De wetenschappelijke naam van de soort werd in 1956 gepubliceerd door Palm.